# Campionati italiani di sci alpino 1961
I Campionati italiani di sci alpino 1961 si disputarono a Gressoney-La-Trinité; furono assegnati i titoli di discesa libera, slalom gigante e slalom speciale, sia maschili sia femminili.

## Risultati

### Uomini

#### Discesa libera
| Pos. | Atleta           | Nazione |
| ---- | ---------------- | ------- |
| 1    | Bruno Alberti    | Italia  |
| 2    | Felice De Nicolò | Italia  |
| 3    | Ivo Mahlknecht   | Italia  |

#### Slalom gigante
| Pos. | Atleta            | Nazione |
| ---- | ----------------- | ------- |
| 1    | Bruno Alberti     | Italia  |
| 2    | Martino Fill      | Italia  |
| 3    | Italo Pedroncelli | Italia  |

#### Slalom speciale
| Pos. | Atleta               | Nazione |
| ---- | -------------------- | ------- |
| 1    | Osvaldo Picchiottino | Italia  |
| 2    | Bruno Alberti        | Italia  |
| 3    | Giuliano Talmon      | Italia  |

### Donne

#### Discesa libera
| Pos. | Atleta        | Nazione |
| ---- | ------------- | ------- |
| 1    | Pia Riva      | Italia  |
| 2    | Jolanda Schir | Italia  |
| 3    | Jerta Schir   | Italia  |

#### Slalom gigante
| Pos. | Atleta           | Nazione |
| ---- | ---------------- | ------- |
| 1    | Pia Riva         | Italia  |
| 2    | Tina Poloni      | Italia  |
| 3    | Giuliana Minuzzo | Italia  |

#### Slalom speciale
| Pos. | Atleta        | Nazione |
| ---- | ------------- | ------- |
| 1    | Jerta Schir   | Italia  |
| 2    | Pia Riva      | Italia  |
| 3    | Jolanda Schir | Italia  |